# Cylindrothecium bandongiae
Cylindrothecium bandongiae là một loài rêu trong họ Entodontaceae. Loài này được Müll. Hal. Bosch & Sande Lac. mô tả khoa học đầu tiên năm 1865.